# Décès en janvier 2012
Décès
- 2008
- 2009
- 2010
- 2011
- 2012
- 2013
- 2014
- 2015
- 2016

Pour une information complémentaire, voir la page d'aide.

## Janvier 2012
| Date        | Nom                               | Activités | Âge      | Source |
| ----------- | --------------------------------- | --- | -------- | ------ |
| 1er janvier | Gary Ablett                       | Footballeur britannique. | 46       |        |
| 1er janvier | Bob Anderson                      | Escrimeur britannique (maître d'armes ou doublure au cinéma). | 89       | (en)   |
| 1er janvier | Alfredo Battisti                  | Archevêque italien catholique émérite de Udine. | 86       | (en)   |
| 1er janvier | Jorge Andrés Boero                | Pilote de moto argentin. | 38       |        |
| 1er janvier | Kiro Gligorov                     | Homme politique macédonien, premier président de la République de Macédoine. | 94       |        |
| 1er janvier | Francesco Marino Di Teana         | Sculpteur italien. | 91       |        |
| 1er janvier | Nina Miranda                      | Chanteuse uruguayenne. | 86       | (es)   |
| 1er janvier | Marcelle Narbonne                 | Supercentenaire française et doyenne des Français. | 113      |        |
| 1er janvier | Yafa Yarkoni                      | Chanteuse israélienne. | 86       |        |
| 2 janvier   | Anatoli Kolessov                  | Lutteur soviétique (Or aux JO de 1964, chez les 70-78 kg), puis entraîneur émérite russe. | 73       | (ru)   |
| 2 janvier   | Howie Koplitz (en)                | Joueur américain de baseball. | 73       | (en)   |
| 2 janvier   | Larry Reinhardt                   | Guitariste américain de rock. | 63       | (en)   |
| 2 janvier   | Jean Revol                        | Peintre, essayiste et écrivain français. | 82       |        |
| 3 janvier   | Joaquín Martínez                  | Acteur américain. | 81       | (en)   |
| 3 janvier   | Víctor Arriagada                  | Bédéiste chilien (Vicar). | 77       | (es)   |
| 3 janvier   | Josef Škvorecký                   | Écrivain tchéquo-canadien. | 87       |        |
| 4 janvier   | Eve Arnold                        | Photographe et photojournaliste américano-britannique. | 99       |        |
| 4 janvier   | Harry Fowler                      | Acteur britannique. | 85       | (en)   |
| 4 janvier   | Rod Robbie                        | Architecte britanno-canadien (SkyDome). | 83       | (en)   |
| 4 janvier   | Xaver Unsinn                      | Joueur et entraîneur allemand de hockey sur glace. | 82       |        |
| 5 janvier   | Hikaru Hayashi                    | Compositeur japonais (L'Île nue). | 80       | (ja)   |
| 5 janvier   | Jean Legras                       | Mathématicien et informaticien français. | 97       |        |
| 5 janvier   | Frederica Sagor Maas              | Auteure américaine, dramaturge, scénariste puis mémorialiste, supercentenaire. | 111      | (en)   |
| 5 janvier   | Pedro Rocamora                    | Footballeur espagnol. | 89       | (en)   |
| 6 janvier   | W. Francis McBeth                 | Compositeur américain. | 78       | (en)   |
| 7 janvier   | Pierre Gamet                      | Chef-opérateur du son française, | 68       |        |
| 7 janvier   | Pierre Lefranc                    | Personnalité politique française, Croix de guerre 1939-1945, médaillé de la Résistance, cofondateur de l'institut et la fondation Charles-de-Gaulle.                                                 | 89       |        |
| 7 janvier   | Claude Prouvé                     | Architecte français. | 82       |        |
| 8 janvier   | Françoise Christophe              | Comédienne française. | 88       |        |
| 8 janvier   | Glenn Cox (en)                    | Joueur américain de baseball. | 80       | (en)   |
| 8 janvier   | Clarence Cullam Pope              | Évêque américain épiscopalien devenu catholique. | 81       | (en)   |
| 8 janvier   | Alexis Weissenberg                | Pianiste français, d'origine bulgare. | 82       |        |
| 9 janvier   | Louis Boekhout                    | Peintre québécois canadien d'origine néerlandaise. | 92       |        |
| 9 janvier   | Ron Caron                         | Personnalité canadienne du hockey sur glace. | 82       |        |
| 9 janvier   | Augusto Gansser-Biaggi            | Géologue suisse. | 101      | (de)   |
| 9 janvier   | Junsaku Koizumi                   | Artiste peintre, dessinateur, calligraphe et potier japonais. | 87       | (en)   |
| 9 janvier   | Malam Bacai Sanhá                 | Homme politique bissau-guinéen, Président de la république de Guinée-Bissau de 1999 à 2000 et de 2009 à 2012.                                                                                        | 64       |        |
| 9 janvier   | Aldo Zenhäusern                   | Joueur de hockey sur glace suisse. | 60       |        |
| 10 janvier  | Paul Antoine Bohoun Bouabré       | Homme politique ivoirien. | 54       |        |
| 10 janvier  | José Freire de Oliveira Neto (en) | Évêque brésilien catholique émérite de Mossoró. | 83       | (en)   |
| 10 janvier  | Takao Sakurai                     | Boxeur et entraîneur japonais (Or aux JO de 1964, moins de 54 kg). | 70       | (ja)   |
| 10 janvier  | Manuel Suárez                     | Footballeur puis entraîneur péruvien. | 71       | (es)   |
| 11 janvier  | Gilles Jacquier                   | Journaliste français. | 43       |        |
| 11 janvier  | Colm Tucker                       | Joueur irlandais de rugby à XV. | 59       | (en)   |
| 11 janvier  | David Whitaker                    | Musicien britannique (compositeur, arrangeur, chef d'orchestre, chanteur). | 80       |        |
| 12 janvier  | Sadao Bekku                       | Compositeur de musique classique japonais | 89       | (en)   |
| 12 janvier  | Reginald Hill                     | Écrivain britannique de romans policiers. | 75       | (en)   |
| 12 janvier  | Bernard Thomas                    | Journaliste, chroniqueur et écrivain français. | 75       |        |
| 13 janvier  | Henri Collard                     | Médecin et Homme politique français. | 83       |        |
| 13 janvier  | Rauf Denktaş                      | Homme politique chypriote turc favorisant la partition de Chypre (i.e. le Taksim). | 87       | (en)   |
| 13 janvier  | Lefter Küçükandonyadis            | Footballeur turc. | 86       | (en)   |
| 13 janvier  | Serge Lhorca                      | Comédien français. | 93       |        |
| 13 janvier  | Miljan Miljanić                   | Footballeur yougoslave, serbe. | 81       | (es)   |
| 13 janvier  | Georges Petetin                   | Peintre et sculpteur français. | 91       |        |
| 14 janvier  | Valerio Baldini                   | Homme politique italien. | 72       |        |
| 14 janvier  | Ekuikui IV (en)                   | Roi et homme politique angolais (Augusto Cachitiopololo ou Katehiotololo) de Bailundo (en), dans la province du Huambo.                                                                              | 98       |        |
| 14 janvier  | Antonio Mistrorigo                | Évêque italien catholique émérite de Trévise. | 99       | (en)   |
| 14 janvier  | Mila Parély                       | Comédienne française. | 94       |        |
| 14 janvier  | Txillardegi                       | Homme politique espagnol (né José Luis Álvarez Enparanza), écrivain et linguiste, nationaliste basque, cofondateur de l'ETA.                                                                         | 82       |        |
| 14 janvier  | Rosy Varte                        | Comédienne française (Maguy), d'origine arménienne (née Nevarte Manouélian). | 88       |        |
| 15 janvier  | Georges Arditi                    | Peintre français. | 97       |        |
| 15 janvier  | Terry Dolan                       | Chanteur, compositeur et guitariste de rock américain. | 67 ou 68 | (en)   |
| 15 janvier  | Manuel Fraga Iribarne             | Homme politique espagnol. | 89       |        |
| 15 janvier  | Carlo Fruttero                    | Écrivain et journaliste italien. | 85       |        |
| 15 janvier  | Edouard Ivanov                    | Joueur soviétique russe de hockey sur glace (Or aux JO de 1964). | 82       | (ru)   |
| 15 janvier  | Jeanne Manet                      | Actrice française. | 94       |        |
| 15 janvier  | Homai Vyarawalla                  | Photographe et photojournaliste indienne, première femme de cette fonction au pays. | 98       | (en)   |
| 16 janvier  | Pierre Goubert                    | Historien français. | 96       |        |
| 16 janvier  | Gustav Leonhardt                  | Claveciniste, organiste, musicologue et chef d'orchestre néerlandais. | 83       |        |
| 16 janvier  | Marie Savard                      | Poète, auteure-compositeure-interprète, dramaturge québécoise et fondatrice des Éditions de la Pleine Lune.                                                                                          | 75       |        |
| 17 janvier  | Colin Campbell                    | Évêque canadien catholique émérite d'Antigonish (Nouvelle-Écosse). | 80       | (en)   |
| 17 janvier  | Martine Matagne                   | Animatrice belge de radio et de télévision. | 58       |        |
| 17 janvier  | Johnny Otis                       | Musicien, chanteur, compositeur et arrangeur américain de rhythm and blues. | 90       | (en)   |
| 17 janvier  | Georges Suffert                   | Journaliste et écrivain français. | 84       |        |
| 18 janvier  | Thérèse Delpech                   | Professeur française. | 63       |        |
| 18 janvier  | Jean-Paul Marchandiau             | Peintre français. | 62       |        |
| 19 janvier  | Peter Åslin                       | Joueur de hockey sur glace suédois (Bronze aux JO de 1988). | 49       | (sv)   |
| 19 janvier  | Giancarlo Bigazzi                 | Producteur de musique, parolier et compositeur italien. | 71       | (en)   |
| 19 janvier  | Sarah Burke                       | Skieuse canadienne. | 29       |        |
| 19 janvier  | Rudi van Dantzig                  | Danseur, chorégraphe et auteur néerlandais. | 78       |        |
| 19 janvier  | Giovanni De Andrea                | Archevêque italien catholique, vice-président émérite du Bureau du Travail du Saint-Siège, délégué apostolique en Angola (en) et en Libye et pro-nonce apostolique en Iran (en), Algérie et Tunisie. | 83       | (en)   |
| 19 janvier  | Winston Riley                     | Chanteur, producteur, compositeur jamaïcain de reggae. | 65       |        |
| 19 janvier  | Omar Souleiman                    | Homme d'État égyptien. | 76       |        |
| 20 janvier  | Robert Fortune Sanchez (en)       | Archevêque américain catholique émérite de Santa Fé, Nouveau-Mexique. | 77       | (en)   |
| 20 janvier  | Etta James                        | Chanteuse américaine de jazz, blues, et rhythm and blues. | 73       |        |
| 20 janvier  | Jiří Raška                        | Sauteur à ski tchèque (Or et Argent aux JO de 1968). | 70       |        |
| 21 janvier  | Vincenzo Consolo                  | Écrivain italien. | 78       | (it)   |
| 21 janvier  | Gerre Hancock                     | Professeur d'orgue et compositeur américain. | 77       | (en)   |
| 21 janvier  | Eiko Ishioka                      | Graphiste, vidéaste et créatrice de costumes japonaise. | 72       |        |
| 21 janvier  | Irena Jarocka                     | Chanteuse polonaise. | 65       |        |
| 21 janvier  | Jeffrey Ntuka                     | Footballeur sud-africain. | 26       |        |
| 22 janvier  | Stéphane Drouot                   | Acteur et réalisateur français. | 51       | (fr)   |
| 22 janvier  | Ahmed Bouchaïb                    | Homme politique algérien. | 93       |        |
| 22 janvier  | Rita Gorr                         | Mezzo-soprano belge. | 85       |        |
| 22 janvier  | André Green                       | Psychiatre et psychanalyste français. | 84       | (fr)   |
| 22 janvier  | Joe Paterno                       | Joueur puis entraîneur américain de football. | 85       |        |
| 22 janvier  | Pierre Sudreau                    | Homme politique français. ancien ministre et Maire de Blois | 92       | (fr)   |
| 23 janvier  | Jorge Manuel Dengo                | Ingénieur civil costaricien. | 93       |        |
| 23 janvier  | Cherif Kheddam                    | Chanteur, compositeur et poète algérien en langue kabyle. | 85       |        |
| 23 janvier  | Bingham Ray                       | Producteur américain de cinéma. | 57       |        |
| 24 janvier  | Kurt Adolff                       | Pilote automobile allemand. | 90       | (en)   |
| 24 janvier  | Theo Angelopoulos                 | Cinéaste grec. | 76       |        |
| 24 janvier  | James Farentino                   | Acteur américain. | 73       |        |
| 24 janvier  | Roger Frezin                      | Peintre français. | 84       |        |
| 24 janvier  | Vadim Glowna                      | Acteur et réalisateur allemand. | 70       | (de)   |
| 24 janvier  | Luciano Maggini                   | Coureur cycliste italien. | 86       |        |
| 24 janvier  | Patricia Neway                    | Soprano américaine. | 92       |        |
| 24 janvier  | Pierre Sinibaldi                  | Joueur puis entraîneur français de football. | 87       |        |
| 25 janvier  | Paavo Berglund                    | Chef d'orchestre finlandais. | 82       | (en)   |
| 25 janvier  | Veronica Carstens                 | Médecin et première dame d'Allemagne (1979-1984). | 88       | (de)   |
| 25 janvier  | Mark Reale                        | Guitariste et compositeur américain (hard rock, heavy metal, groupe Riot). | 56       |        |
| 25 janvier  | André Schwager                    | Footballeur français. | 84       |        |
| 25 janvier  | Jacques Soisson                   | Peintre, graveur et sculpteur français | 83       |        |
| 26 janvier  | Ian Abercrombie                   | Acteur britannico-américain. | 77       | (en)   |
| 26 janvier  | Clare Fischer                     | Musicien américain de jazz, bossa nova, classique, pop, funk : compositeur, arrangeur, pianiste et claviériste.                                                                                      | 83       | (en)   |
| 26 janvier  | Robert Hegyes (en)                | Acteur américain. | 60       |        |
| 26 janvier  | Roberto Mieres                    | Pilote automobile argentin. | 87       | (es)   |
| 26 janvier  | Juan Fremiot Torres (en)          | Évêque portoricain catholique émérite de Ponce. | 86       | (en)   |
| 27 janvier  | Gérard Burel                      | Homme politique français. | 76       |        |
| 27 janvier  | István Rózsavölgyi                | Athlète hongrois (Bronze aux JO de 1960 au 1500 mètres). | 82       | (hu)   |
| 28 janvier  | Jacqueline Benoit                 | Peintre française. | 87       |        |
| 28 janvier  | Roman Juszkiewicz                 | Astrophysicien polonais. | 59       |        |
| 28 janvier  | Léo-René Maranda                  | Avocat-criminaliste québécois. | 79       |        |
| 29 janvier  | Claude Andrien                    | Footballeur français. | 67       |        |
| 29 janvier  | Andréanne Lafond                  | Journaliste culturelle franco-canadienne québécoise, animatrice à la télévision de langue française de Radio-Canada dès 1952.                                                                        | 91       |        |
| 29 janvier  | François Migault                  | Pilote automobile français. | 67       |        |
| 29 janvier  | John Rich                         | Réalisateur de télévision américain. | 86       | (en)   |
| 29 janvier  | Oscar Luigi Scalfaro              | Homme politique italien, président de la République italienne de 1992 à 1999. | 93       |        |
| 30 janvier  | Roman Halter                      | Peintre, écrivain et architecte polonais. | 84       |        |
| 30 janvier  | Abdelhamid Mehri                  | Homme politique algérien. | 85       |        |
| 30 janvier  | Frederick Treves                  | Acteur britannique. | 86       | (en)   |
| 31 janvier  | Stefano Angeleri                  | Joueur puis entraîneur italien de football. | 85       | (it)   |
| 31 janvier  | Anthony J. Bevilacqua             | Cardinal américain, archevêque émérite de Philadelphie. | 88       |        |
| 31 janvier  | Seixas Dória                      | Homme politique brésilien. | 94       | (pt)   |
| 31 janvier  | André Eijberg                     | Sculpteur et céramiste belge. | 82       |        |
| 31 janvier  | Mike Kelley                       | Artiste américain. | 57       |        |
| 31 janvier  | King Stitt                        | DJ jamaïcain. | 72       | (en)   |
| 31 janvier  | Dorothea Tanning                  | Peintre, éditrice, écrivain, sculpteur américaine et compagne de Max Ernst. | 101      |        |